# Ana Đokić
Ana Đokić, född 9 februari 1979 i Aranđelovac, SFR Jugoslavien (nuvarande Serbien), är en montenegrinsk tidigare handbollsspelare (mittsexa). Hon var  med och tog OS-silver 2012 i London och vann  sedan samma år EM med Montenego.

## Klubblagskarriär
Đokić började spela handboll i ŽRK Knjaz Miloš och gick senare till ŽORK Napredak Kruševac. Mellan 2002 och 2008 spelade hon för den ungerska toppklubben Győri ETO KC.  Med Győri vann hon det ungerska mästerskapet 2005, 2006 och 2008 och den ungerska cupen 2005, 2006, 2007 och 2008. Säsongen 2008-2009 spelade Đokić för den kroatiska klubben ŽRK Podravka, med vilken hon vann mästerskapet och cupen.  De följande tre säsongerna spelade mittsexan för den montenegrinska ŽRK Budućnost, med vilken hon vann cupvinnarcupen i handboll 2010 och EHF Champions League 2012, samt mästerskapet och cupen i Montenegro tre gånger. Sommaren 2012 flyttade hon till ryska klubben GK Rostov Don. Efter att Đokić vann den ryska cupen med Rostov 2013 tillkännagavs att hon skulle avsluta karriären. Efter att ha fått ett erbjudande från den makedonska klubben ŽRK Vardar bestämde sig Đokić dock för att fortsätta sin karriär. Med ŽRK Vardar vann hon mästerskapet och makedonska cupen 2014. Efter det året avslutade hon sin karriär. 

## Landslagskarriär
Ana Đokić spelade först i det förenade landslaget för Serbien och Montenegro men gick sedan över till Montenegros landslag. Hon representerade Montenegro vid Världsmästerskapet i handboll för damer 2011.  Sommaren 2012 representerade Đokić Montenegro vid sommar-OS i London, där hon vann silvermedaljen.  Samma år vann hon EM i Serbien med Montenegro. Hon spelade även VM 2013 för Montenegro.